# Lake Lotawana (Misuri)
Lake Lotawana es una ciudad ubicada en el condado de Jackson en el estado estadounidense de Misuri. En el Censo de 2010 tenía una población de 1939 habitantes y una densidad poblacional de 66,27 personas por km².

## Geografía
Lake Lotawana se encuentra ubicada en las coordenadas 38°54′13″N 94°15′33″O / 38.90361, -94.25917. Según la Oficina del Censo de los Estados Unidos, Lake Lotawana tiene una superficie total de 29.26 km², de la cual 26.71 km² corresponden a tierra firme y (8.7%) 2.55 km² es agua.

## Demografía
Según el censo de 2010, había 1939 personas residiendo en Lake Lotawana. La densidad de población era de 66,27 hab./km². De los 1939 habitantes, Lake Lotawana estaba compuesto por el 96.8% blancos, el 0.41% eran afroamericanos, el 0.26% eran amerindios, el 0.52% eran asiáticos, el 0.05% eran isleños del Pacífico, el 0.36% eran de otras razas y el 1.6% pertenecían a dos o más razas. Del total de la población el 1.75% eran hispanos o latinos de cualquier raza.